# 今井雄五郎
今井 雄五郎（いまい ゆうごろう、1925年11月25日 - 1996年5月28日）は、日本のテレビドラマ監督。群馬県高崎市（旧・吉井町）出身。日本大学芸術学部卒業。
妻は女優久我美子の妹・ます江/ます江子。

## 略歴
- 1949年 - 松竹大船撮影所入社。
- 1969年 - フリーとなる。
- 1996年5月28日 - 膵臓癌のため死去。70歳没。

## 主な作品
- カルメン故郷に帰る（助監督）
- 人間の条件（助監督）
- 喜びも悲しみも幾歳月
- 別れて生きる時も
- 赤い迷路
- 白い滑走路
- 妻の定年 (テレビドラマ)